# NGC 3838
NGC 3838 (również PGC 36505 lub UGC 6707) – galaktyka soczewkowata (SA0), znajdująca się w gwiazdozbiorze Wielkiej Niedźwiedzicy. Odkrył ją William Herschel 18 marca 1790 roku.